# 今津雅仁
今津 雅仁（いまづ まさと、1957年2月15日 -）は日本のジャズ・テナーサックス奏者。神戸市出身。

## 経歴
小・中学校のブラスバンドでトランペット、高校時代は阪急少年音楽隊にてクラリネットを担当。
1974年．高校を中退し、17歳でテナーサックス奏者としてプロデビュー。
1980年．渡米
1981年．東京での活動開始。
「今津雅仁＆サックス・アピール」を吉岡秀晃らと結成。
1987年．自主製作アルバム『The Sax Appeal "VOL.１"』制作、リリース。
1988年．2月『The Sax Appeal "VOL.２"』制作、リリース。
1988年．5月『第３集/It's Too Bright』を制作、リリース。
1989年．10月．新たに結成した「今津雅仁＆FUZZ MOTION」の名義で、ファンハウスよりメジャーデビュー・アルバム『MASATO』をリリース。
1990年．1月．『MASATO』《第23回日本ジャズ大賞》を受賞する（新人としての受賞は史上初の快挙）。
　　　　  4月．『WHAT'S A MELODY』リリース。、
　　　　10月．『He Said・・・』リリース。
1991年．1月．『He Said・・・』《第23回日本ジャズ大賞制作企画賞受賞》受賞。
　　　　10月．日野元彦を迎えアルバム『Hard Times』制作、リリース。
1992年．10月．『STICKY』制作、リリース。
1995年．阪神大震災で罹災した故郷の為にボランティア・コンサートやチャリティー・ライブ等、義援金集めに奔走する。
　　　　しかし、自身も母を亡くしたショックから強度の鬱病を発症する。
　　　　12月．事実上の引退。
1998年．音楽関係者、ジャズ評論家、ファンの後押しで今津の復帰企画が始まり、渋谷にて「今津雅仁＆FUZZ MOTION」の復帰コンサートが実現。
1999年．2月、復帰アルバム録音の直前に交通事故に遭遇。緊急入院。
　　　　　再起不能を言い渡され、入院先の栃木県那須塩原市に転居。ジャズ界を完全引退。
2000年．約1年半に渡り、リハビリ・楽器トレーニングを重ね、7月は待望の復帰アルバム『THE RETURN OF MASATO』をリリース。9月、日野皓正とのジョイントコンサートをきっかけにジャズ界へのカムバックを果たす。
2006年．11月、東京都内での演奏活動を再開し、この頃から、韓国ジャズシーンに興味を持ち始める。 
2009年には韓国ソウルに単身で赴き、地元のミュージシャンたちと初のライブを敢行。韓国の一流ミュージシャン達とライブの仕事を重ねる。韓国経済雑誌「シサイン」、「東亜日報新聞」などから取材を受け、掲載される。
現在、関東を中心に九州、関西、北陸などで精力的に演奏活動を展開するとともに、新宿ドルチェ楽器・ドルチェ・アカデミー、その他東京都内各所にて後進の指導に全力を傾けている。